# Ручьи (Кировский район)
Ручьи — деревня в Суховском сельском поселении Кировского района Ленинградской области.

## История
По переписи 1710 года деревня Ручьи принадлежит братьям Василию, Фадею и Дмитрию Крекшиным. Деревня эта досталась их отцу Феклисту от тестя его Василья Кондратьевича Овцына.
Деревня Ручьи отмечена на карте Ладожского канала 1756 года.
На карте Санкт-Петербургской губернии Ф. Ф. Шуберта 1834 года упоминается деревня Ручьи.

РУЧЬИ — деревня принадлежит подполковнице Куломзиной, число жителей по ревизии: 35 м. п., 37 ж. п. (1838 год)

Деревня Ручьи отмечена на карте профессора С. С. Куторги 1852 года.

РУЧЬИ — деревня госпожи Куломзиной, по почтовому тракту, число дворов — 10, число душ — 51 м. п. (1856 год)

РУЧЬИ — деревня владельческая при реке Лаве, число дворов — 19, число жителей: 60 м. п., 65 ж. п.; Часовня православная. (1862 год)

Сборник Центрального статистического комитета описывал деревню так:

РУЧЬИ — деревня бывшая владельческая при реке Лаве, дворов — 24, жителей — 149. Лавка. (1885 год)

В конце XIX века деревня административно относилась к Кобонской волости 1-го стана Новоладожского уезда Санкт-Петербургской губернии, в начале XX века — 4-го стана.
С 1917 по 1923 год деревня Ручьи входила в состав Низовского сельсовета Кобонской волости Новоладожского уезда.
С 1923 года в составе Лавровского сельсовета Шумской волости Волховского уезда.
С 1924 года в составе Колосарского сельсовета.
Согласно данным переписи населения СССР 1926 года в деревне Ручьи проживали 196 человек — все русские.
С 1927 года в составе Мгинского района.
В 1928 году население деревни Ручьи составляло 210 человек.
По данным 1933 года деревня Ручьи входила в состав Лавровского сельсовета Мгинского района.

План деревни Ручьи. 1941 год

Согласно топографической карте РККА 1941 года деревня насчитывала 33 двора. На восточной окраине деревни находилась часовня.
С 1954 года в составе Кобонского сельсовета.
В 1958 году население деревни Ручьи составляло 89 человек.
С 1959 года в составе Шумского сельсовета.
С 1960 года в составе Волховского района.
По данным 1966 и 1973 годов деревня Ручьи также находилась в подчинении Шумского сельсовета Волховского района.
По данным 1990 года деревня Ручьи входила в состав Суховского сельсовета Кировского района.
В 1997 году в деревне Ручьи Суховской волости проживал 21 человек, в 2002 году — 32 человека (русские — 97 %).
В 2007 году в деревне Ручьи Суховского СП — 20.

## География
Деревня расположена в северо-восточной части района на автодороге 41К-122 (Лаврово — Шум — Ратница), к юго-западу от центра поселения, деревни Сухое.
Расстояние до административного центра поселения — 14 км.
Расстояние до ближайшей железнодорожной станции Войбокало — 15 км.
Деревня находится на правом берегу реки Лава.

## Демография
| 1862 | 2007 | 2010 | 2017 |
| ---- | ---- | ---- | ---- |
| 125  | ↘20  | ↗30  | ↘16  |

## Инфраструктура
- Коллективное фермерское хозяйство «Солнечное»[23].